# Кедров-Зихман, Оскар Карлович
О́скар Ка́рлович Ке́дров-Зи́хман (31 декабря 1885, Рига — 12 февраля 1964, Москва) — советский агрохимик. Академик АН БССР (1931) и ВАСХНИЛ (1935).

## Биография
В 1897—1905 учился в гимназии в с. Златополь Киевской губернии, куда их семья переехала из Латвии. В 1913 г. окончил Киевский университет (физико-математический факультет, специальность «химия»). Работал агрономом и агрохимиком в Департаменте земледелия, Киевском губернском земстве, на Мироновской селекционно-опытной станции, на Киевской областной с.-х. опытной станции.
В 1920 г. добровольцем вступил в РККА, но как специалист сельского хозяйства был направлен в распоряжение Киевского губернского земельного отдела.
В 1921—1923 преподаватель, в 1923—1931 профессор и заведующий кафедрой органической химии Горецкого СХИ (с 1925 Белорусская сельскохозяйственная академия). В 1930—1941 профессор Московской сельскохозяйственной академии.
В 1931—1963 гг. заведовал организованной им лабораторией известкования почв Всесоюзного НИИ удобрений и агропочвоведения (Москва).
Доктор сельскохозяйственных наук (1934), доктор химических наук (1936). Заслуженный деятель науки БССР (1940).
В 1940—1941, 1945—1946 академик-секретарь Отделения естественных и сельскохозяйственных наук АН БССР. Зам. председателя секции агрохимии ВАСХНИЛ (1935—1950).
Был редактором журнала «Химизация социалистического земледелия» и членом редколлегии журналов «Удобрение и урожай» и «Почвоведение».
Основные работы посвящены вопросам известкования кислых почв, изучению роли магния в известковых удобрениях, влиянию извести на качество семян, применению микроэлементов (бора, кобальта, молибдена, цинка, марганца и др.) в связи с известкованием почв.
Автор около 200 научных публикаций, в том числе 8 монографий. Фундаментальная монография «Известкование почв и применение микроэлементов». М.: Сельхозгиз, 1957.
Награждён орденами Ленина (1954), Трудового Красного Знамени (1944, 1949), «Знак Почёта» (17.12.1940, «в ознаменование 100-летнего юбилея Белорусского сельскохозяйственного института, за заслуги в деле подготовки высококвалифицированных специалистов сельского хозяйства»), 2 медалями СССР, Большой серебряной медалью ВСХВ. За работу «Действие кобальта на сельскохозяйственные растения» удостоен премии АН СССР (1955).
Похоронен на Новодевичьем кладбище.

## Семья
- Жена — Ольга Эдмундовна Кедрова-Зихман (1894—1970), кандидат сельскохозяйственных наук, сотрудник Всесоюзного института агротехники и агропочвоведения.
  - Сын — Оскар Оскарович Кедров-Зихман (1920—1991), доктор биологических наук. Разработал новые приемы селекции озимой ржи. Окончил школу № 213 в Москве. Участник Великой Отечественной войны, старший лейтенант административной службы. Научные работы посвящены изучению перекрестноопыляемых растений. Награжден медалями[источник не указан 898 дней].